# Hernando de Soto (econoom)

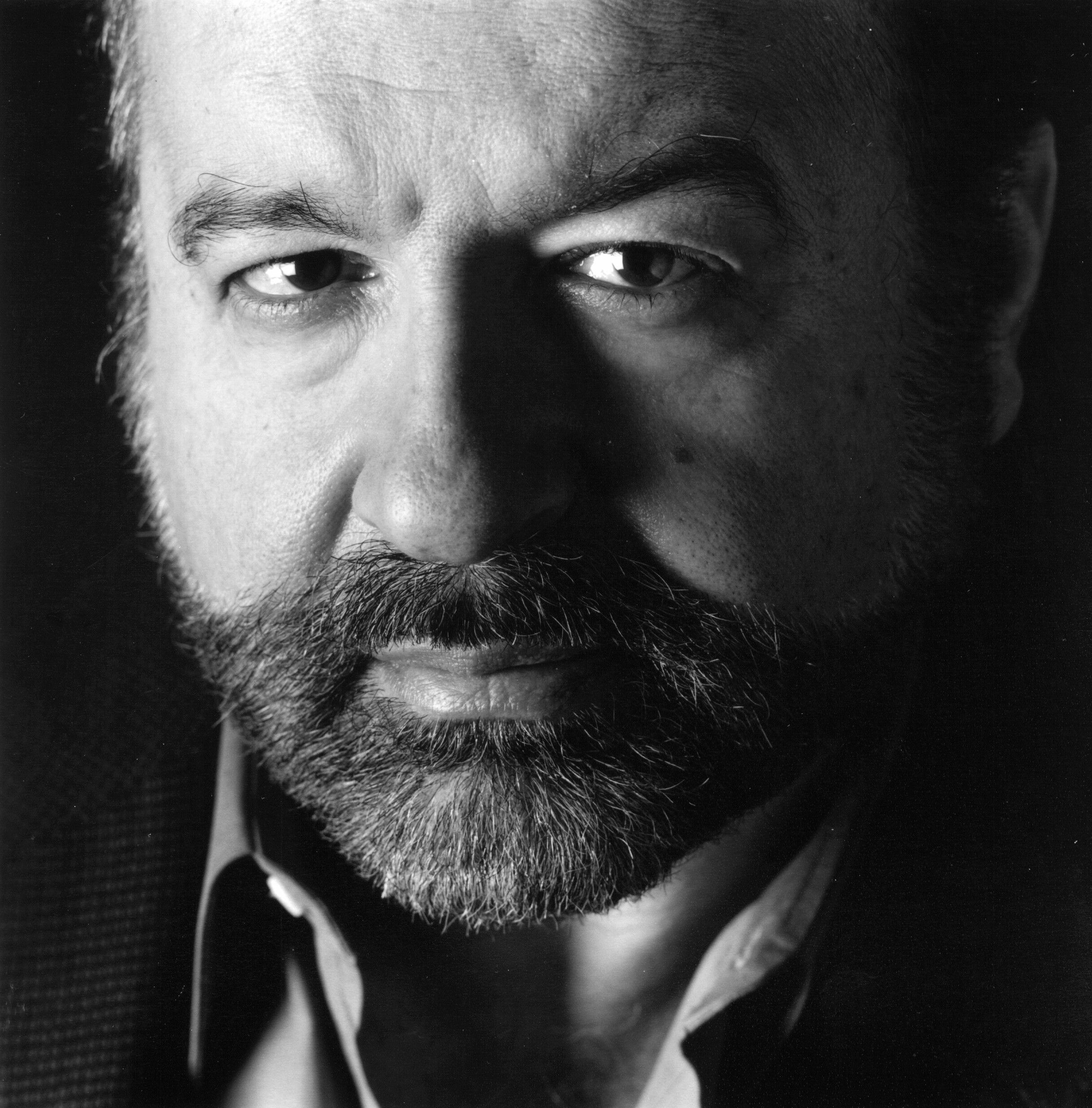
Hernando de Soto

Hernando de Soto (Arequipa, 1941) is een Peruviaanse econoom die bekendstaat om zijn werk over de informele economie. Hij is president van Peru's Institute for Liberty and Democracy (ILD).
De Soto's vader was een Peruaanse diplomaat die in 1948, na een militaire coup in Peru, verbannen werd naar Zwitserland. Hernando ging met hem mee. Hij genoot zijn opleiding in Zwitserland en deed postgradueel werk aan de Institut Universitaire de Hautes Etudes Internationales in Genève. Hij keerde terug naar Peru toen hij 38 jaar oud was.
Aldaar ging hij aan de slag als econoom voor verschillende bedrijven. De Soto werd een van de belangrijkste adviseurs van de Peruaanse president Alberto Fujimori. Tegenwoordig is hij de president van Peru’s Institute for Liberty and Democracy (ILD).
De Soto concentreert zich in zijn werk op het opstellen van en het ten uitvoer brengen van kapitaalvormingsprogramma’s voor de armen van Afrika, Azië, Latijns-Amerika, het Midden-Oosten, en vroegere Sovjetnaties. Dertig staatshoofden hebben hem uitgenodigd om deze ILD- programma's in hun landen uit te voeren. Hij is medevoorzitter, samen met de vroegere Amerikaanse minister van buitenlandse zaken Madeleine Albright, van de Commission on Legal Empowerment of the Poor.
De Soto heeft twee boeken over economische en politieke ontwikkeling gepubliceerd: De Andere Weg: Het economische antwoord op terrorisme, en aan het eind van 2000, het Geheim van Kapitaal: Waarom het Kapitalisme in het Westen zegeviert en overal anders ontbreekt. Beide boeken zijn internationale bestsellers geweest, die in zowat dertig talen worden vertaald.
Volgens De Soto is het kapitalisme geenszins aan de derde wereld voorbijgegaan. Veel mensen in de derde wereld bezitten wel kapitaal, maar produceren het niet. Ze bezitten zelfs veel; samen biljoenen dollars aan huizen en landerijen. Het onroerend goed in de derde wereld is evenveel waard als de totale waarde van alle beursgenoteerde bedrijven uit de twintig rijkste landen ter wereld. Maar het is dood kapitaal.
In het Westen is alles vastgelegd: elk perceel grond, elk gebouw, elke machine, alle inboedel is nauwkeurig omschreven in een eigendomsakte. Zo is elk bezit 'gasvormig' geworden waardoor het, makkelijker dan in vaste vorm, verbindingen kan aangaan met alle andere bezittingen in de rest van de economie. Alleen zo komt kapitaal tot leven.
De Soto's ontwikkelingsprogramma voor derdewereldlanden is dan ook op gericht op:
- grotere onafhankelijkheid voor individuen ten opzichte van lokale communautaire regelingen om hun activa te beschermen;
- duidelijke bescherming van eigendom;
- de normalisatie en de integratie van bezitsregels en bezitsinformatie;
- het verhogen van vertrouwen van burgers door ervoor te zorgen dat economische delicten worden bestraft;
- formelere en complexe geschreven verklaringen van eigendom;
- grotere beschikbaarheid van leningen voor nieuwe projecten;
- gemakkelijkere toegang tot en betrouwbaardere informatie over zaken als kredietgeschiedenis en de waarde van activa;
- verhoogde vervangbaarheid, normalisatie en overdraagbaarheid van verklaringen die het eigendom van bezit documenteren.

Deze 'eigendomsrevolutie' is volgens De Soto nodig, omdat legale staatsinstellingen ver achter de werkelijkheid aan lopen. Kapitaal is niet bijeen gebracht bezit, maar het potentieel om nieuwe productie op gang te brengen.